# ريم تاكوشت
ريم تاكوشت ممثلة جزائرية من مواليد 1986م بالجزائر العاصمة خريجة المعهد العالي للفنون الدرامية ببرج الكيفان بعد أن تخلت عن دراسة الحقوق

## فيلموغرافيا
شاركت ريم تاكوشت في العديد من الأفلام وهي:
- مسخرة
- النخيل المجروحة
- الدامة
- العائشات
- حنان امراة
- ظل الورود
- أسرار الماضي

## وصلات خارجية
- الفنانة الجزائرية المبدعة ريم تاكوشت.. تبوح بمكنون تجربتها الفنية والحياتية